# Elvis Manu
Elvis Manu, né le 13 août 1993 à Dordrecht, est un footballeur néerlandais. Il évolue comme ailier au FC Volendam.

## Biographie
Avec le club du Feyenoord Rotterdam, il joue neuf matchs en Ligue Europa et deux matchs en Ligue des champions. En Ligue des champions, il inscrit un but face au club turc de Beşiktaş lors du troisième tour préliminaire.
Le 29 août 2015, il rejoint le club anglais de Brighton, équipe de deuxième division.
Le 1er février 2016, il est prêté à Huddersfield Town jusqu'au 30 mars 2016.
Le 1er janvier 2017, il est prêté à Go Ahead Eagles.

## Palmarès
- Feyenoord Rotterdam :
  - Vice-champion de Eredivisie en 2012 et 2014.

- Brighton & Hove :
  - Vice-champion de Championship en 2017.

- Akhisar Belediyespor :
  - Vainqueur de la Supercoupe de Turquie en 2018.
  - Finaliste de la Coupe de Turquie en 2019.

- Ludogorets Razgrad :
  - Champion de Première Ligue de football professionnel en 2021 et 2022.
  - Vainqueur de la Supercoupe de Bulgarie en 2021.